# Intikam
İntikam (en español: Venganza) es una serie de televisión turca de 2013, emitida por Kanal D. Es protagonizada por Beren Saat. İntikam es la versión turca de la serie estadounidense Revenge.

## Argumento
El padre de Derin Çelik, Adil, fue acusado de cometer un delito que no cometió y enviado a prisión. Derin fue enviada a un orfanato y creyó que su padre era culpable. Adil quiso que su hija supiera la verdad y mantuvo un diario para dárselo a ella. Derin supo la verdad sobre su padre cuándo cumplió 18 años. Pero ya era demasiado tarde. Su padre había muerto en prisión como un hombre inocente. Derin vuelve a su barrio de la niñez bajo una identidad diferente para buscar venganza contra las personas que traicionaron a su padre. Una mujer misteriosa llamada Yağmur Özden se muda en un barrio rico a lado de la mansión Arsoy. En realidad,  es Derin Çelik, hija del infame Adil Celik quien fue erróneamente encarcelado por delitos que no cometió. Y Derin está aquí por una sola razón, conseguir venganza contra las personas que traicionaron a su padre.

## Reparto
- Beren Saat[2] como Yağmur Özden/Derin Çelik (real).
- Mert Fırat[2] como Emre Arsoy.
- Nejat İşler/Yiğit Özşener[2] como Rüzgar Denizci.
- Arzu Gamze Kılınç[2] como Şahika Arsoy.
- Zafer Algöz[2] como Haldun Arsoy.
- Alican Yücesoy[2] como Ali Sülen/ Sinan Soylu.
- Engin Hepileri[2] como Hakan Eren.
- Tilbe Saran como Hale Çelik.
- Nesrin Kazankaya como Nurdan Gümüşçü.
- Ezgi Eyüboğlu[2] como Cemre Arsoy/Çelik.
- Dilşad Çelebi/Zeynep Özder, como Aslı Sağlam.
- Can Sipahi, como Barış Denizci.
- Didem Uzel Sarı, como Leyla Saygın.
- Başak Daşman[2] como Derin Çelik/Yağmur Özden (real).
- Seda Demir como Selen Durmaz.
- Celil Nalçakan como Adem Karakuş.
- Beyza Şekerci como Dicle Aktuğ.
- Burak Davutoğlu como Adil Çelik.
- Çağdaş Agun como Igor Medvedev.
- Ceren Reis como Derin (niña).
- Görkem Demirkan como Rüzgar (niño).

## Temporadas
| Temporada | Temporada | Episodios | Rango de episodios | Emisión original         | Emisión original      |
| Temporada | Temporada | Episodios | Rango de episodios | Inicio                   | Final                 |
| --------- | --------- | --------- | ------------------ | ------------------------ | --------------------- |
|           | 1         | 22        | 1 - 22             | 3 de enero de 2013       | 6 de junio de 2013    |
|           | 2         | 22        | 23 - 44            | 12 de septiembre de 2013 | 20 de febrero de 2014 |